# Будинок, в якому у 1944 році знаходився штаб командуючого третім Українським фронтом Р. Я. Малиновського

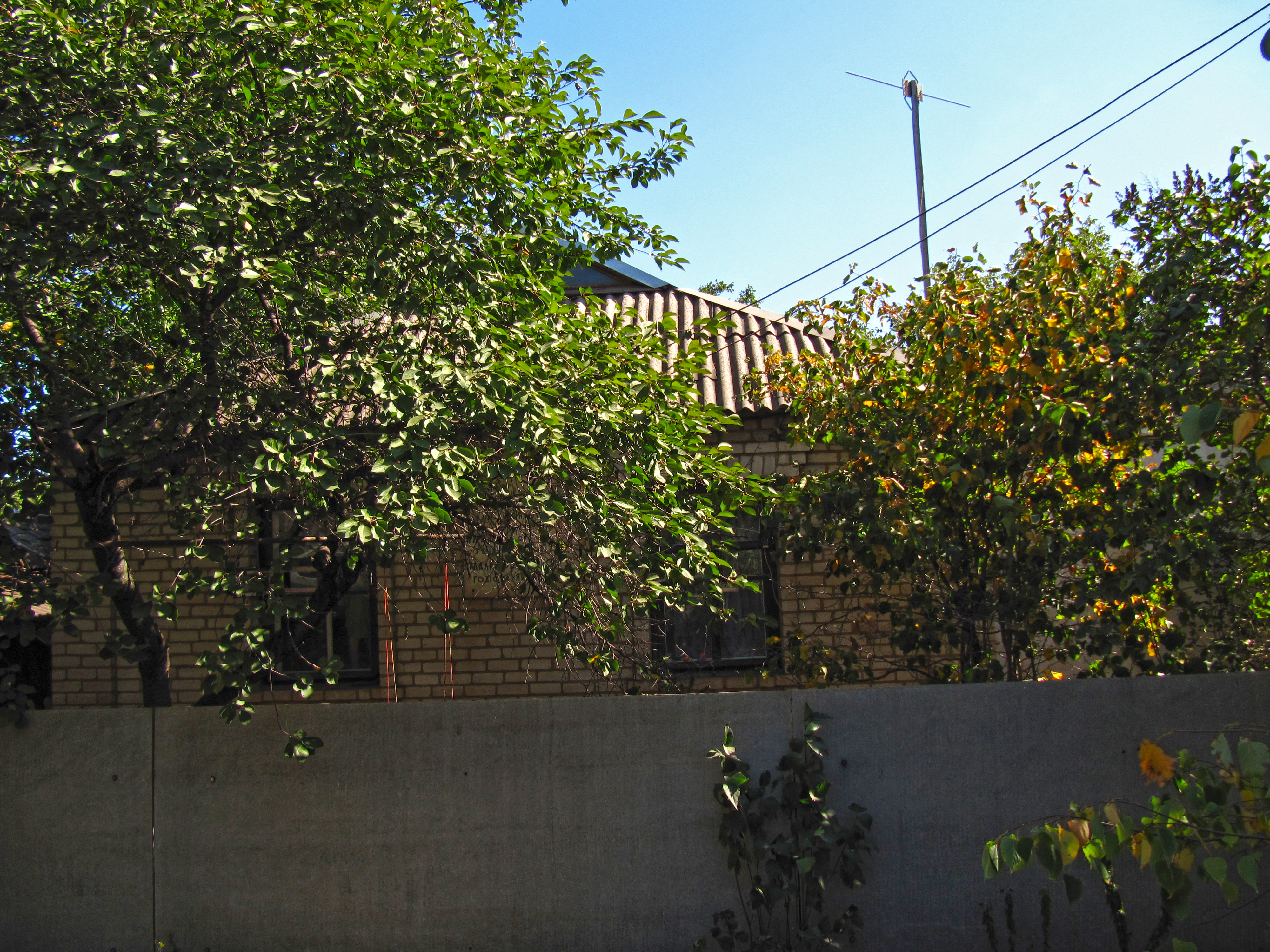

Будинок, в якому у 1944 році перебував штаб командувача третім Українським фронтом Р. Я. Маліновського

## Передісторія
Маліновський Родіон Якович (23.11.1898, Одеса – 31.03.1967, Москва) — маршал Радянського Союзу, Двічі Герой Радянського Союзу (08.09.1945, 08.09.1958). 
В лютому 1944 року в будинку № 10 по вул. Металургів (згодом вул. Чередниченка, 12, сучасна Бориса Мозолевського, 12) м. Кривий Ріг, на Гданцівці (кол. селище Центрально-Міського району) розмістився штаб командувача Третім Українським фронтом генерала армії Родіона Яковича Маліновського і командний пункт. Будинок зведений у 1920-х роках, за іншими даними — у 30-х роках, належав працівниці заводу «Комуніст» Є. Т. Красовській. Звідси командувач 3-м Українським фронтом керував початком Березнегувато-Снігурівської операції.
У 1967 році на фасаді будівлі було встановлено меморіальну мармурову дошку. За рішенням Дніпропетровського облвиконкому від 08.08.1970 р. № 618 будівля була взята під охорону як історико-меморіальна будівля. На цей час в будинку мешкають три родини.
Будівля одноповерхова, глинобитна, облицьована цеглою. На фасаді між двома вікнами по центру розташована меморіальна дошка прямокутної форми (1,00×0,80 м), виготовлена з білого мармуру. Дошка закріплена за допомогою чотирьох металевих штифтів з гайками. На дошці розміщено 8-рядковий напис українською мовою великими та маленькими літерами : «В цьому будинку / в лютому 1944 року / перебував штаб / командувача Третім / Українським фронтом / генерала армії / МАЛИНОВСЬКОГО / Родіона Яковича». Напис виконано контррельєфним гравіюванням, пофарбовано у золотистий колір.